# Glacier Grewingk
Le glacier Grewingk est un glacier d'Alaska aux États-Unis situé dans le borough de la péninsule de Kenai. Long de 21 km, il s'étend jusqu'à Grewingk Creek, à 5 km de la baie Kachemak, à 24 km à l'est-sud-est de Homer.
Son nom lui a été donné par William Healey Dall, en 1880, en l'honneur de Constantin Grewingk, qui avait publié en 1850 une étude sur la géologie et le volcanisme en Alaska.